# Stadio Oreste Granillo
Stadio Oreste Granillo je fotbalový stadion v Reggiu Calabria. Byl otevřen roku 1999 a jeho kapacita činí 27 543. Své domácí zápasy zde hrají týmy Reggina Calcio a HinterReggio Calcio. Nachází se v jižní části města, jen 1,8 km od železniční stanice Centrale.